# Ligne Aoimori Railway
La ligne Aoimori Railway (青い森鉄道線, Aoimori Tetsudō-sen) est une ligne ferroviaire de la compagnie Aoimori Railway située dans la préfecture d'Aomori au Japon. Elle relie la gare de Metoki à celle d'Aomori.

## Histoire
La ligne ouvre en 1891 et fait ensuite partie de la ligne Tōhoku.
Le 1er décembre 2002, à l'occasion du prolongement de la ligne Shinkansen Tōhoku de Morioka à Hachinohe, une partie de la ligne Tōhoku est transférée à d'autres compagnies. La section Metoki - Hachinohe revient à la compagnie Aoimori Railway et est renommée ligne Aoimori Railway. Le 4 décembre 2010, à la suite du prolongement de la ligne Shinkansen Tōhoku à Shin-Aomori , la section Hachinohe - Aomori passe sous le contrôle de la Aoimori Railway.

## Caractéristiques

### Ligne
- longueur : 121,9 km
- écartement des voies : 1 067 mm
- nombre de voies : 2
- électrification : courant alternatif 20 000 V - 60 Hz
- vitesse maximale : 110 km/h

### Services et interconnexions
La ligne est parcourue essentiellement par des trains omnibus. A Metoki, la plupart des trains continuent sur la ligne Iwate Galaxy Railway jusqu'à Morioka.
Les trains rapides Shimokita de la JR East empruntent la ligne depuis Aomori ou Hachinohe et rejoignent la ligne Ōminato à Noheji.
La ligne est également parcourue par des trains de fret.

### Liste des gares

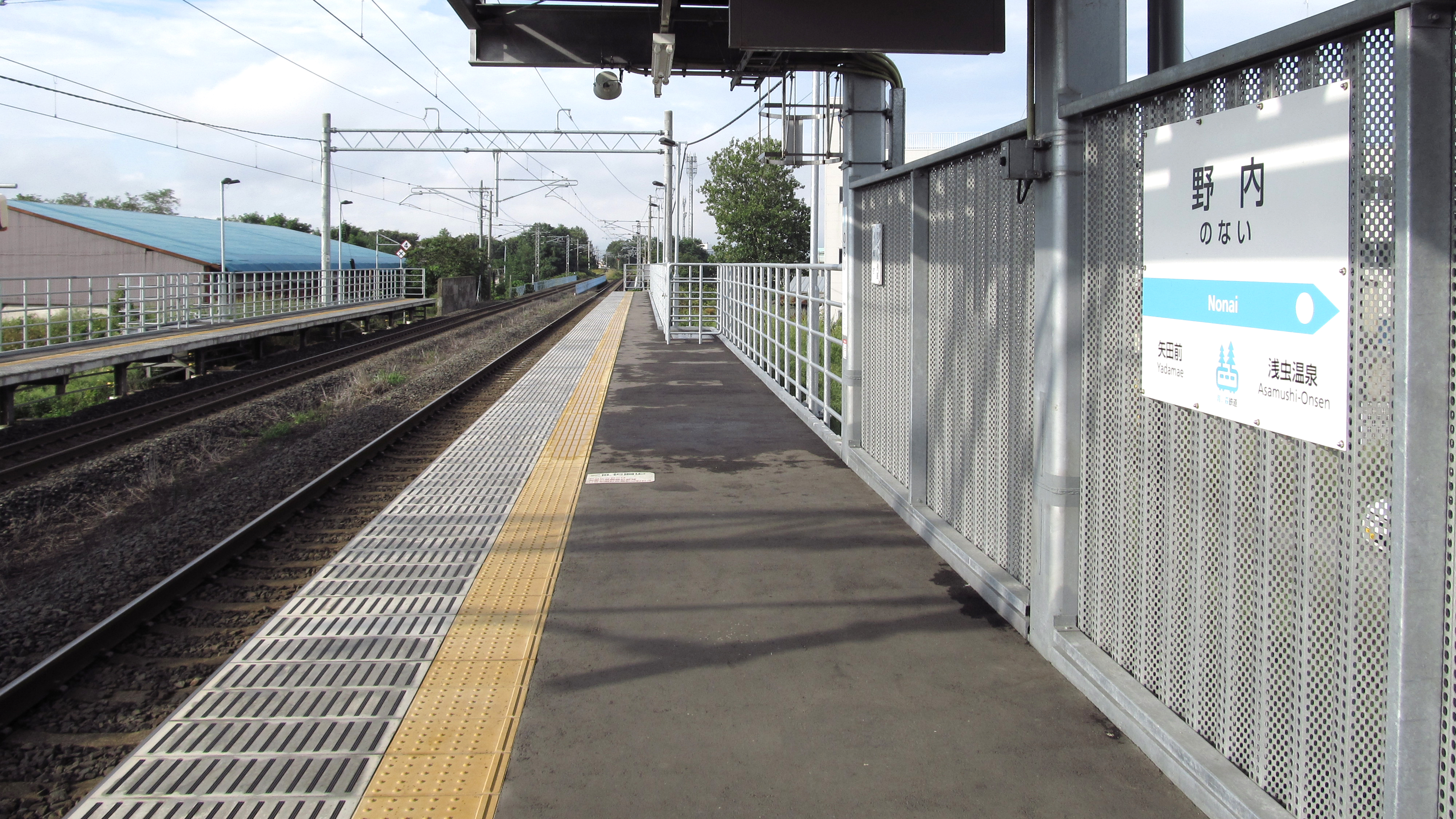
La gare de Nonai en 2012.

La ligne comporte 28 gares.
| Gare           | Nom japonais | Distance depuis Metoki (km) | Correspondances                                              | Localisation |
| -------------- | ------------ | --------------------------- | ------------------------------------------------------------ | ------------ |
| Metoki         | 目時         | 0                           | Iwate Galaxy Railway : Iwate Galaxy Railway (interconnexion) | Sannohe      |
| Sannohe        | 三戸         | 5,5                         |                                                              | Nanbu        |
| Suwanotaira    | 諏訪ノ平     | 9,5                         |                                                              | Nanbu        |
| Kenyoshi       | 剣吉         | 14,8                        |                                                              | Nanbu        |
| Tomabechi      | 苫米地       | 18,2                        |                                                              | Nanbu        |
| Kitatakaiwa    | 北高岩       | 21,0                        |                                                              | Hachinohe    |
| Hachinohe      | 八戸         | 25,9                        | JR East : Tōhoku Shinkansen, Hachinohe                       | Hachinohe    |
| Mutsu-Ichikawa | 陸奥市川     | 32,8                        |                                                              | Hachinohe    |
| Shimoda        | 下田         | 37,0                        |                                                              | Oirase       |
| Mukaiyama      | 向山         | 42,2                        |                                                              | Oirase       |
| Misawa         | 三沢         | 46,9                        |                                                              | Misawa       |
| Kogawara       | 小川原       | 53,5                        |                                                              | Tōhoku       |
| Kamikitachō    | 上北町       | 57,4                        |                                                              | Tōhoku       |
| Ottomo         | 乙供         | 64,3                        |                                                              | Tōhoku       |
| Chibiki        | 千曳         | 70,9                        |                                                              | Tōhoku       |
| Noheji         | 野辺地       | 73,3                        | JR East : Ōminato (interconnexion)                           | Noheji       |
| Karibasawa     | 狩場沢       | 83,8                        |                                                              | Hiranai      |
| Shimizugawa    | 清水川       | 88,5                        |                                                              | Hiranai      |
| Kominato       | 小湊         | 94,5                        |                                                              | Hiranai      |
| Nishi-Hiranai  | 西平内       | 98,3                        |                                                              | Hiranai      |
| Asamushi-Onsen | 浅虫温泉     | 104,7                       |                                                              | Aomori       |
| Nonai          | 野内         | 111,2                       |                                                              | Aomori       |
| Yadamae        | 矢田前       | 112,7                       |                                                              | Aomori       |
| Koyanagi (ja)  | 小柳         | 114,7                       |                                                              | Aomori       |
| Higashi-Aomori | 東青森       | 116,1                       |                                                              | Aomori       |
| Tsutsui        | 筒井         | 117,5                       |                                                              | Aomori       |
| Aomori         | 青森         | 121,9                       | JR East : Ōu, Tsugaru                                        | Aomori       |